# Yoshiyuki Momose
Yoshiyuki Momose (百瀬 義行?, Momose Yoshiyuki; 29 novembre 1953) è un animatore e regista giapponese che lavora principalmente all'interno dello Studio Ghibli di Hayao Miyazaki e Isao Takahata.
Il suo lavoro è prettamente indirizzato verso la televisione e la musica, a differenza di altri artisti dello Studio Ghibli, anche se le collaborazioni in ambito cinematografico non mancano nella sua carriera.

## Filmografia

### Regia

#### Lungometraggi
- Ni no kuni (2019)
- The Imaginary (2024)

#### Cortometraggi
- Ghiblies (2000)
- Ghiblies Episode 2 (2002)
- Eroi modesti - Ponoc Short Films Theatre, episodio Samurai Egg (2018)

#### Pubblicità
- Shop-One (2000)
- Ouchi de Tabeyou, versione estiva (co-diretto con Hayao Miyazaki) (2003)
- Ouchi de Tabeyou, versione invernale (2004)

#### Videoclip
- Portable Airport (2004)
- Space station No. 9 (2005)
- Flying City Plan (2005)
- Piece (2009)

### Animazione

#### Animatore
- Peline Story (1978)
- Belle et Sebastien
- SF Shinseiki Lensman (1984)
- Yousei furorensu (1985)
- Gokiburi-tachi no tasogare (1987)
- Porco Rosso (1992)
- Mimi wo sumaseba (1995)
- Princess Mononoke (1997)
- La città incantata (2001)

#### Sakkan
- La piccola Lulù (1976)
- Meiken Jolie (1981)
- Il cucciolo (1983)
- Chiisana Koi no Monogatari: Chichi to Sally Hatsukoi no Shiki (1984)
- Tezuka Osamu monogatari: Boku wa Son Goku (1989)